# Adobe Camera Raw
Adobe Camera Raw — плагин для Adobe Photoshop, позволяющий проводить всестороннюю работу с файлами в формате Raw. Большинство профессиональных цифровых фотоаппаратов сохраняют снимки именно в формате RAW, который является профессиональным форматом данных, содержащим наиболее полную информацию, получаемую с ПЗС и КМОП матриц цифрового фотоаппарата. Плагином поддерживаются файлы RAW, созданные большинством цифровых фотоаппаратов.
В пакете с данным плагином идёт бесплатная утилита Adobe DNG Converter, предназначенная для преобразования файлов, полученных при помощи более чем 150 камер, в универсальный формат DNG.
Версия 4.4 работает только с Photoshop CS3, пользователи более ранних версий могут использовать релиз 3.7, который доступен на ftp-сервере разработчика.